# Посольство Чили в России

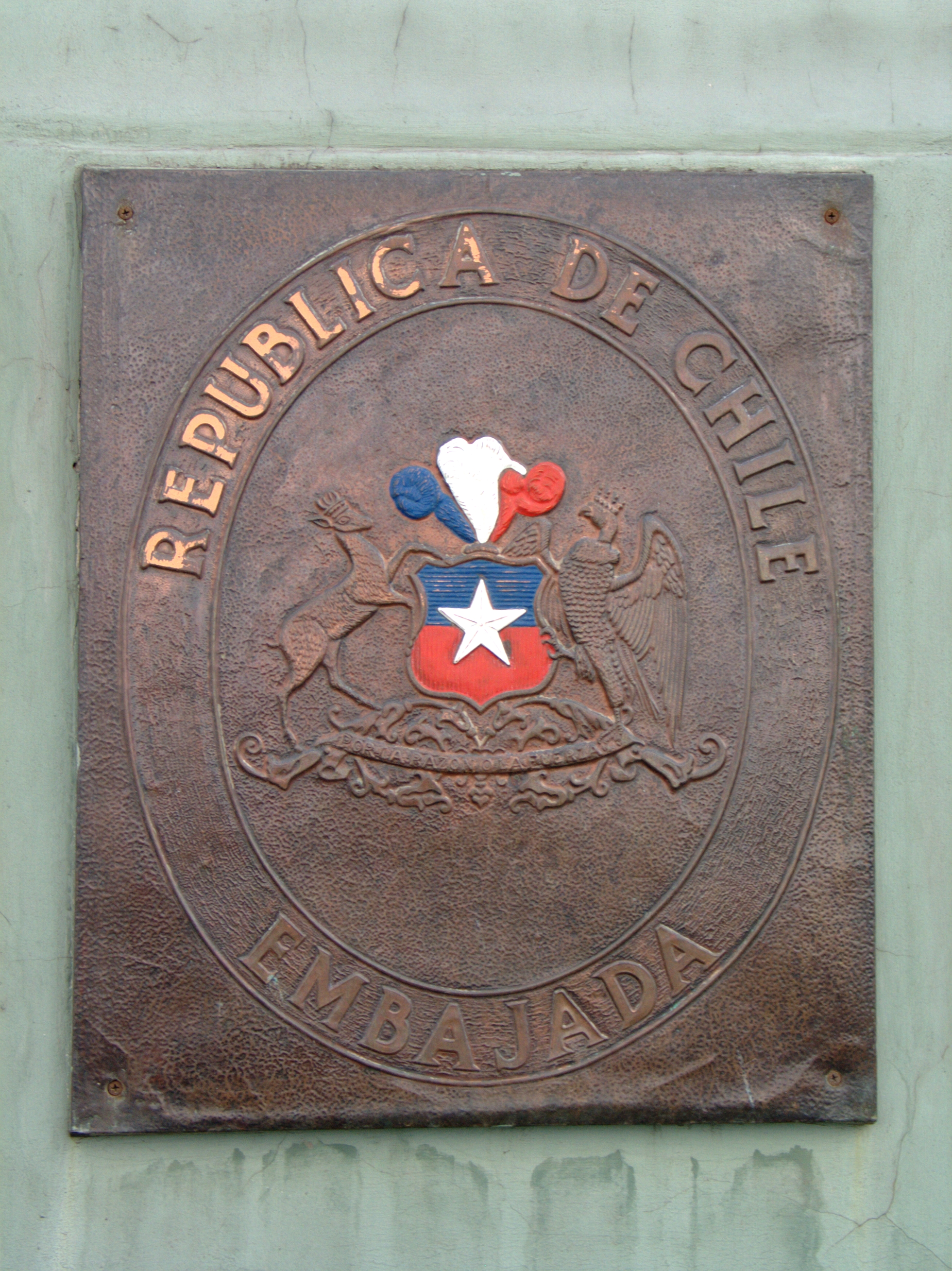
Герб Чили на здании посольства.

Посольство Чили в Российской Федерации расположено в Москве на Арбате в Денежном переулке. Представляет Чили в России, Белоруссии, Армении, Узбекистане, Киргизии, Таджикистане и Казахстане.
- Адрес: РСТ-2, Москва, Денежный переулок, д. 7, строение 1 (станция метро «Смоленская»).
- Телефоны: +7(499) 241 0145, +7(499) 241 0414, +7(499) 241 1034.
- Посол Чили в Российской Федерации — Эдуардо Рауль Эскобар Марин (с 2021 года).

## Дипломатические отношения
Дипломатические отношения между СССР и Чили были установлены 11 декабря 1944 года. Однако уже 21 октября 1947 года они были прерваны Чили. Восстановлены 24 октября 1964 года, прерваны СССР 22 сентября 1973 года после военного переворота в Чили. Восстановлены 11 марта 1990 года. Чилийское руководство заявило 26 декабря 1991 года о признании Российской Федерации государством-продолжателем СССР.

## Здание посольства
В 1990 — 1996 годах посольство Чили временно располагалось на улице Юности в парке «Кусково».
С сентября 1996 года посольство Чили располагается в особняке-памятнике культурного наследия регионального значения: он был построен в 1910—1912 годах по проекту Адольфа Зелигсона как доходный дом для супругов Анжелики и Германа Бройдо. Ещё на этапе строительства в 1911 году здание выкупил платинопромышленник Викторин Бурдаков. Помимо основного дома в ансамбль входили четырёхэтажный дворовый корпус и одноэтажная пристройка для конюшни и сарая. Все строения объединяла общая стилистика и выразительный декор в стиле модерн.
Особняк был отреставрирован в 2019-м году.

## Послы Чили в СССР и России
- Максимо Хосе Немезио Пачеко Гомес (1965—1968).
- Оскар Пиночет де ла Барра (1968—1971).
- Гильермо дель Педрегаль Эррера (1971—1973).
- Клодомиро Альмейда Медина (1991—1992).
- Хамес Хольгер Блейр (1992—1997).
- Серхио Фернандес Агуайо (1997—2000).
- Педро Пабло Кабрера Гаэте (2000—2004).
- Марио Сильберман Гурович (2004—2005).
- Сесар Аугусто Парра Муньос (2006—2009).
- Хуан Эдуардо Эгигурен Гусман (2010—2016).
- Родриго Хосе Ньето Матурана (2017—2021).
- Эдуардо Рауль Эскобар Марин (2021—н. в.)